# Fastlane (2016)
Fastlane (2016) — второе по счёту шоу Fastlane, PPV-шоу производства американского рестлинг-промоушна WWE. Оно состоялось 21 февраля 2016 на «Квикен Лоэнс-арене» в Кливленде, Огайо, США.

## Создание
В матче по правилам королевской битвы Triple H вышел под номером 30 и одержал победу выбросив с ринга последним Дина Эмброуза, тем самым выиграв титул чемпиона мира WWE в тяжелом весе. Следующей ночью на Monday Night Raw, Стефани Макмэн объявила матч тройной угрозы с Дином Эмброузом, предыдущим чемпионом Романом Рейнсом и Броком Леснаром в мэин-ивенте данного PPV. По условиям контракта, ранее прописанного на RAW, победитель попадает в мэин-ивент Рестлмании где проведёт матч за титул чемпиона мира WWE в тяжелом весе против Triple H.

## Матчи
| PreShow                          | Калисто (с) победил Альберто Дель Рио             | Одиночный матч за титул чемпиона Соединённых Штатов                                                                  | 14:58 | 14:58 | 14:58 | 14:58 | 14:58 | 14:58 |
| 1                                | Бекки Линч и Саша Бэнкс победили Тамину и Наоми   | Командный матч | 9:49  | 9:49  | 9:49  | 9:49  | 9:49  | 9:49  |
| 2                                | Кевин Оуэнс (с) победил Дольфа Зигглера           | Одиночный за титул интерконтинентального чемпиона                                                                    | 15:12 | 15:12 | 15:12 | 15:12 | 15:12 | 15:12 |
| 3                                | Биг Шоу, Райбэк и Кейн победили Семью Уайаттов    | Командный матч | 10:36 | 10:36 | 10:36 | 10:36 | 10:36 | 10:36 |
| 4                                | Шарлотта (с) победила Бри Беллу                   | Одиночный матч за титул чемпионки Див                                                                                | 12:27 | 12:27 | 12:27 | 12:27 | 12:27 | 12:27 |
| 5                                | Эй Джей Стайлз победил Криса Джерико              | Одиночный матч | 16:25 | 16:25 | 16:25 | 16:25 | 16:25 | 16:25 |
| 6                                | Кёртис Аксель Победил R-Truth                     | Одиночный матч | 2:17  | 2:17  | 2:17  | 2:17  | 2:17  | 2:17  |
| 7                                | Роман Рейнс победил Дина Эмброуза и Брока Леснара | Матч тройной угрозы за право встретиться с Triple H за титул чемпиона мира WWE в тяжелом весе на PPV WrestleMania 32 | 17:28 | 17:28 | 17:28 | 17:28 | 17:28 | 17:28 |
| (c) — чемпион на момент поединка |                                                   | |       |       |       |       |       |       |